# رنگین دادفر سپنتا
رنگین دادفر سپنتا (اسپنتا نیز نوشته می‌شود)، وزیر خارجهٔ پیشین و مشاور امنیت ملی افغانستان بود.

## زندگی‌نامه

### زادروز
رنگین دادفر سپنتا در ۱۵ دسامبر ۱۹۵۳م در ولسوالی کرُخ در ولایت هرات افغانستان زاده شد.

### تحصیل در افغانستان
او تحصیلات ابتدایی و متوسطه را در شهر هرات به پایان رساند و سپس در میانهٔ سال ۱۹۷۰ وارد دانشگاه کابل شد.

### تحصیل در ترکیه
سپنتا دارای مدرک دانشگاهی در رشتهٔ روابط بین‌الملل از ترکیه است.

### مهاجرت به آلمان
او به دنبال اشغال کشورش توسط شوروی پیشین، در سال ۱۹۸۲ به کشور آلمان مهاجرت کرد.
او در آلمان نیز به ادامهٔ تحصیل در علوم سیاسی و روابط بین‌الملل پرداخت و از سال ۱۹۹۲ تا ۲۰۰۲ میلادی در دانشگاه آخن آلمان، به‌عنوان استاد شروع به تدریس کرد.
او  همچنین مسئول انستیتوت مطالعات جهان سوم در دانشگاه آخن آلمان بود.
رنگین دادفر سپنتا، در سال‌های حکومت طالبان در افغانستان و سال‌های پس از آن، تا سال ۲۰۰۵ میلادی، به‌عنوان تحلیگر مسائل سیاسی افغانستان، در مطبوعات غربی، به‌ویژه رادیو بی‌بی‌سی فارسی شناخته شد.

### بازگشت به افغانستان
او در سال ۲۰۰۵ میلادی برای تدریس در دانشگاه کابل، به‌عنوان استاد مهمان به کشورش بازگشت و سپس، مشاور رئیس‌جمهور حامد کرزی در امور بین‌الملل شد.

## وزارت

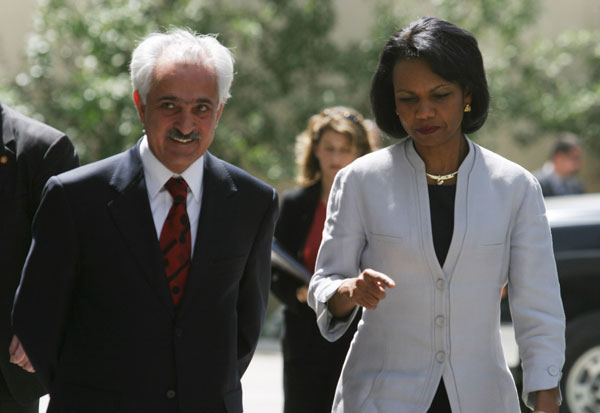
رنگین دادفر سپنتا وزیر خارجهٔ افغانستان به همراه خانم کاندولیزا رایس

حامد کرزی، سپنتا را در کابینهٔ نو خود که در سال ۲۰۰۶ میلادی تشکیل شد، به‌عنوان وزیر امور خارجه به پارلمان معرفی کرد و آقای سپنتا توانست با به دست آوردن رای اعتماد مجلس نمایندگان افغانستان، نخستین وزیر خارجه این کشور شود که با رأی اعتماد پارلمان کشور، آغاز به کار می‌کند.
اسپنتا دارای تابعیت دوگانهٔ آلمانی-افغانی است و یکی از شرط‌های نمایندگان پارلمان افغانستان برای دادن رای اعتماد به وی ترک تابعیت آلمانی بود، وی این شرط را پذیرفت اما به گفتهٔ نمایندگان پارلمان، تاکنون اسناد ترک تابعیت خود را ارائه نداده‌است.

### استیضاح

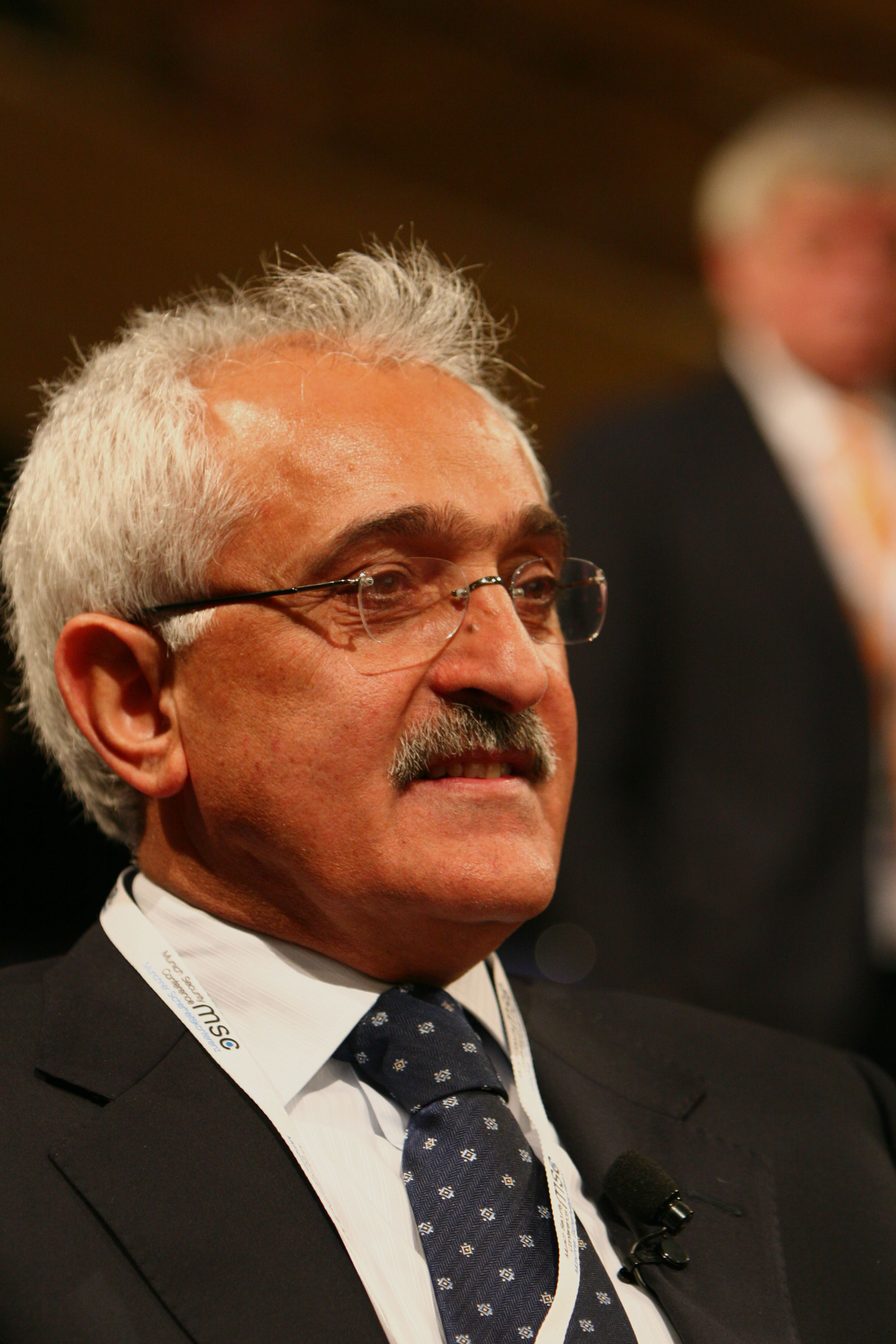
دکتر سپنتا به عنوان «مشاور ارشد رئیس جمهور برای امور بین‌الملل» در ۴۶مین کنفرانس امنیت مونیخ در آلمان (۲۰۱۰).

سپنتا در روز ۱۰ می ۲۰۰۷ میلادی به دلیل آنچه ضعف در جلوگیری از اخراج مهاجرین افغان از ایران خوانده شد، از سوی مجلس نمایندگان افغانستان استیضاح شد. ۱۲۴ تن از نمایندگان علیه وی رأی دادند که یک رأی کمتر از حد نصاب برای سلب اعتماد بود. اما شماری از نمایندگان ادعا کردند که یک ورقه رای مثبت بوده ولی باطل اعلان شده‌است. مجلس نمایندگان دو روز پس از آن برای بار دوم برای استیضاح وی صندوق رأی گذاشت و ۱۴۱ رای منفی داد. با این حال، حامد کرزی رئیس‌جمهور این فیصله را خلاف قانون اساسی و اصول وظایف داخلی مجلس نمایندگان دانست و رسماً از دادگاه عالی کشور تقاضای نظر شد. پس از گذشت دو هفته، دادگاه عالی به نفع وزیر خارجه رای داد، زیرا اولاً دلیل موجهی برای استیضاح وزیر امور خارجه وجود نداشته‌است و این استیضاح مخالف قانون اساسی کشور شمرده می‌شود و دوم اینکه رأی دوم مجلس نمایندگان برای استیضاح غیرقانونی و بی‌اعتبار است؛ زیرا در مرتبهٔ اول نمایندگان مخالف نتوانستند رأی عدم اعتماد را به حد نصاب برسانند. اصولنامهٔ وظایف داخلی مجلس نمایندگان، رأی دوم را ممنوع نموده‌است.
مجلس نمایندگان، علی‌رغم تصمیم دادگاه عالی از موقف خود عدول نکرد و گفت که وزیر امور خارجه را به رسمیت نمی‌شناسد. با این حال، سپنتا عملاً به‌عنوان وزیر امور خارجه افغانستان کار می‌کند.
تصمیم دادگاه عالی افغانستان باعث شد تا شور و شوق مجلس نمایندگان برای استیضاح وزراء کاسته شود و از این پس مجلس نمایندگان همیشه پیش از تقاضای استیضاح به‌دنبال دلایل موجه بوده‌است.